# Carola Salvatella i Panés
Carola Salvatella Panés (Terrassa, Vallès Occidental, 8 de juliol de 1994) és una jugadora d'hoquei herba.
Llicenciada en Ciències Biomèdiques per la Universitat Autònoma de Barcelona, va formar-se al Club Egara, amb el que ha guanyat tres Campionats de Catalunya. Internacional amb selecció espanyola d'hoquei sobre herba, va participar al Campionat d'Europa de 2015 i als Jocs Olímpics de Rio de Janeiro 2016. Va aconseguir una medalla de bronze al Campionat del Món de 2018. En la vessant professional, treballa com a comunicadora científica.

## Palmarès
Clubs
- 3 Campionat de Catalunya d'hoquei herba femenina: 2010-11, 2011-12, 2014-15

Selecció espanyola
- 1 medalla de bronze als Campionat del Món d'hoquei sobre herba femení: 2018